# 古斯特朗维尔
古斯特朗维尔（法語：Goustranville）是法国卡尔瓦多斯省的一个市镇，属于利西厄区（Lisieux）多聚莱县（Dozulé）。该市镇总面积10.35平方公里，2009年时的人口为201人。

## 人口
古斯特朗维尔人口变化图示
| 数据来源：INSEE |